# Courage C51
 (août 2017).
Si vous disposez d'ouvrages ou d'articles de référence ou si vous connaissez des sites web de qualité traitant du thème abordé ici, merci de compléter l'article en donnant les références utiles à sa vérifiabilité et en les liant à la section « Notes et références ».
Chronologie des modèles
Courage C50 Courage C52
La Courage C51 est une voiture de course construite par Courage Compétition pour prendre la suite de la Courage C50 aux 24 Heures du Mans. Deux châssis ont été assemblés et  motorisées, pour la première fois, par Nissan, Courage étant précédemment lié à Porsche depuis 1986.

## Résultats sportifs
| Course            | Date        | no | Écurie              | Pilotes                                          | Châssis                     | Classement                            |
| Course            | Date        | no | Écurie              | Pilotes                                          | Moteur                      | Classement                            |
| ----------------- | ----------- | -- | ------------------- | ------------------------------------------------ | --------------------------- | ------------------------------------- |
| 24 Heures du Mans | 6 au 7 juin | 13 | Courage Compétition | Didier Cottaz Marc Goossens Jean-Philippe Belloc | C51-002                     | Abandon 18° heure : boite de vitesses |
| 24 Heures du Mans | 6 au 7 juin | 13 | Courage Compétition | Didier Cottaz Marc Goossens Jean-Philippe Belloc | Nissan VRG30T 3.0L Turbo V8 | Abandon 18° heure : boite de vitesses |
| 24 Heures du Mans | 6 au 7 juin | 14 | Courage Compétition | Fredrik Ekblom Patrice Gay Tetsuya Tsuchiya      | C52-001                     | Abandon 10° heure : fuite d'huile     |
| 24 Heures du Mans | 6 au 7 juin | 14 | Courage Compétition | Fredrik Ekblom Patrice Gay Tetsuya Tsuchiya      | Nissan VRG30T 3.0L Turbo V8 | Abandon 10° heure : fuite d'huile     |